# CFS Futsal Ibi
El Intersa Ibi F.S. es un equipo español de fútbol sala de Ibi, provincia de Alicante. Fue fundado en 1994. Actualmente juega en la División de Plata de la LNFS. 